# Bisdom Vasai
Het bisdom Vasai (Latijn: Dioecesis Vasaiensis) is een rooms-katholiek bisdom met als zetel Vasai, in India. Het bisdom is suffragaan aan het aartsbisdom Bombay. 

## Geschiedenis
Het bisdom werd opgericht op 22 mei 1998, uit delen van het aartsbisdom Bombay.

## Parochies
Het bisdom had in 2022 een oppervlakte van 7.596 km2 en telde 4.445.605 inwoners waarvan 3,1% rooms-katholiek was.

## Bisschoppen
- Thomas Dabre (22 mei 1998 - 4 april 2009)
- Felix Anthony Machado (10 november 2009 - heden; aartsbisschop op persoonlijke titel)

Bombay (aartsbisdom) · Kalyan (Syro-Malabar) · Nashik · Poona · Vasai